# Rändsjön
Rändsjön är en sjö i Härjedalens kommun i Härjedalen och ingår i Ljusnans huvudavrinningsområde. Sjön har en area på 0,0506 kvadratkilometer och ligger 1 037,4 meter över havet.

## Delavrinningsområde
Rändsjön ingår i det delavrinningsområde (693833-135164) som SMHI kallar för Ovan 693426-135560. Medelhöjden är 908 meter över havet och ytan är 26,81 kvadratkilometer. Det finns inga avrinningsområden uppströms utan avrinningsområdet är högsta punkten. Rändan som avvattnar avrinningsområdet har biflödesordning 2, vilket innebär att vattnet flödar genom totalt 2 vattendrag innan det når havet efter 355 kilometer. Avrinningsområdet består mestadels av skog (25 procent), sankmarker (13 procent) och kalfjäll (62 procent). Avrinningsområdet har 0,05 kvadratkilometer vattenytor vilket ger det en sjöprocent på 0,2 procent.